# Juliusz Szawdyn
Juliusz Szawdyn vel Konrad Niewiadomski, pseud. „Konrad” (ur. 17 grudnia 1908 w Dyneburgu, zm. 30 listopada 1987 w Warszawie) – kapitan rezerwy Wojska Polskiego II Rzeczypospolitej, oficer Armii Krajowej, dowódca Zgrupowania „Konrad”, powstaniec warszawski.

## Życiorys
Był synem Wincentego i Wandy. Ukończył gimnazjum w Dyneburgu. Był studentem Wyższej Szkoły Handlowej w Poznaniu. Należał do akademickiej korporacji Mercuria. W 1930 roku był przewodniczącym Komisji Rewizyjnej Koła Naukowego WSH.
Juliusz Szawdyn został zastępcą dowódcy III Zgrupowania Obwodu Śródmieście AK po jego utworzeniu wiosną 1943 roku. Po śmierci dowódcy, Juliusza Kozłowskiego (w trakcie produkcji granatów) w kwietniu 1943 roku Szawdyn objął dowództwo zgrupowania, które przyjęło nazwę „Konrad” od jego pseudonimu. Według stanu na dzień 1 lutego 1944 roku zgrupowanie liczyło 352 żołnierzy. W skład zgrupowania weszły: 1 kompania (dowódca por. Henryk Jaworski „Wrzos”) i 2 kompania (por. NN „Jan Skrzetuski”). W końcu czerwca 1944 roku do zgrupowania włączono 3 kompanię wywodzącą się z Grupy Wojska Polskiego „Edward” w składzie 134 żołnierzy. Zgrupowanie liczyło zatem przed powstaniem 486 żołnierzy, lub według innych wersji 466 żołnierzy. Zadaniem oddziałów zgrupowania miało być opanowanie przyczółków: mostu średnicowego oraz Mostu Poniatowskiego, jak również kwater niemieckich przy ul. Smolnej nr 9, 11 i 13, a w dalszej kolejności współdziałanie w opanowaniu budynków Muzeum Narodowego.
1 sierpnia oddziały zgrupowania (liczącego 330 żołnierzy) walczyły bez powodzenia o przyczółki tych mostów. 5 sierpnia oddziały zgrupowania na rozkaz dowódcy Rejonu 1, zostały włączone do Grupy Bojowej „Krybar”, zaś od 3 września do Grupy „Powiśle”. Po wycofaniu się z Powiśla zgrupowanie funkcjonowało w Grupie „Róg” w Śródmieściu, tworząc od 20 września 2 kompanię strzelców I batalionu 36 pułku piechoty Legii Akademickiej AK. Juliusz Szawdyn był dowódcą tej kompanii.
W czasie powstania walczył w stopniu porucznika.
Po upadku powstania dostał się do niewoli niemieckiej.
Został pochowany na cmentarzu Powązkowskim (kwatera 283-1-10/11).